# Lavellum
Lavellum (łac. Lavellanus, wł. Lavello) - stolica historycznej diecezji w Italii erygowanej w X wieku, a skasowanej w roku 1818. Współcześnie miasto Lavello w prowincji Potenza we Włoszech. Obecnie katolickie biskupstwo tytularne ustanowione w 1968 przez papieża Pawła VI.

## Biskupi tytularni
| Lp. | Biskup               | Funkcja                                             | Od                | Do               |
| --- | -------------------- | --------------------------------------------------- | ----------------- | ---------------- |
| 1   | Antanas Deksnys      | Opiekun Duszpasterski Litwinów w Europie Zachodniej | 12 kwietnia 1969  | 5 maja 1999      |
| 2   | Adam Szal            | biskup pomocniczy przemyski                         | 16 listopada 2000 | 30 kwietnia 2016 |
| 3   | Robert Kasun, C.S.B. | biskup pomocniczy Toronto (Kanada)                  | 17 czerwca 2016   |                  |